# Ställd mot väggen
Ställd mot väggen (franska: Le doulos) är en fransk-italiensk kriminalfilm från 1962 i regi av Jean-Pierre Melville.
Filmen är baserad på Pierre Lesous roman Le doulos.

## Rollista i urval
- Jean-Paul Belmondo - Silien
- Serge Reggiani - Maurice Faugel
- Jean Desailly - kommissarie Clain
- Michel Piccoli - Nuttheccio
- René Lefèvre - Gilbert Varnove
- Marcel Cuvelier - inspektören
- Philippe Nahon - Rémy
- Fabienne Dali - Fabienne
- Christian Lude - läkaren